# Asellus (Asellus) monticola
Asellus (Asellus) monticola is een pissebed uit de familie Asellidae. De wetenschappelijke naam van de soort is voor het eerst geldig gepubliceerd in 1932 door Birstein.